# (4561) Lemeshev
(4561) Lemeshev ist ein Asteroid des Hauptgürtels, der am 13. September 1978 vom russischen Astronomen Nikolai Stepanowitsch Tschernych am Krim-Observatorium in Nautschnyj (IAU-Code 095) entdeckt wurde.
Der Asteroid wurde nach dem russischen lyrischen Tenor und Solisten am Bolschoi-Theater Sergei Jakowlewitsch Lemeschew (1902–1977) benannt.